# Ztraceno v překladu
Ztraceno v překladu (v originále anglicky: Lost in Translation) je film z roku 2003 podle scénáře a v režii Sofie Coppoly (* 1971) oceněný Oscarem za scénář a Zlatými glóby za nejlepší film, scénář a herce v hlavní roli. Obsahem filmu, odehrávajícím se na pozadí hlubokého osamění v přeplněném Tokiu, je platonická láska stárnoucího ženatého muže (Bill Murray) k mladé nedávno provdané dívce (Scarlett Johansson). Film vykresluje japonské reálie i hloubku citů a problémů mezi generačně rozdělenými milenci.

## Filmová ocenění
- Oscar za nejlepší scénář v roce 2003 – Sofia Coppola
- nominace na Oscara za nejlepší film – Sofia Coppola
- nominace na Oscara za nejlepší režii – Sofia Coppola
- nominace na Oscara pro nejlepšího herce v hlavní roli – Bill Murray
- Zlatý glóbus za nejlepší film v roce 2004 – Sofia Coppola
- Zlatý glóbus za nejlepší scénář – Sofia Coppola
- Zlatý glóbus pro nejlepšího herce v hlavní roli – Bill Murray
- Cena César za nejlepší zahraniční film v roce 2005 – Sofia Coppola

## Herecké obsazení
- Bob Harris – hlavní mužská role, stárnoucí filmová hvězda – Bill Murray
- Charlotte – hlavní ženská role, manželka fotografa – Scarlett Johansson
- Giovanni Ribisi
- Anna Faris
- Fumihiro Hayashi

## Produkce
- Focus Features v produkci American Zoetrope/Elemental Films
- Kamera – Lance Acoro
- Střih – Sarah Flack
- Výprava – Anne Roos, K. K. Barrett
- Kostýmy – Nancy Steiner
- Hudební výroba – Brian Reitzell
- Hlavní producent – Callum Greene
- Spolupráce na výrobě – Mitch Glazer
- Vedoucí výroby – Francis Ford Coppola, Fred Roos
- Produkce – Ross Katz, Sofia Coppola
- Režie a scénář – Sofia Coppola